# Martin Haagen
Martin Haagen (* 3. November 1861 in Wiesenbronn; † 26. März 1913 in Leoni, Gemeinde Berg) war ein bayerischer Politiker der Liberalen Vereinigung. 
Martin Haagen war von 1906 bis 1913 Bürgermeister von Pappenheim, wo er ein Bankhaus eröffnete und einen Gemischtwarenladen betrieb. Er war vom 27. Februar 1912 bis zu seiner Selbsttötung durch Ertrinken im Starnberger See am 26. März 1913 Mitglied der Kammer der Abgeordneten; Sein Nachfolger wurde Friedrich Walz. Haagen war zusätzlich Mitglied mehrerer Ausschüsse. Er war evangelisch.